# Літихово
Літихово (пол. Litychowo) — село в Польщі, у гміні Битонь Радзейовського повіту Куявсько-Поморського воєводства.
Населення — 150 осіб (2011).
У 1975-1998 роках село належало до Влоцлавського воєводства.

## Демографія
Демографічна структура станом на 31 березня 2011 року:
|          | Загалом | Допрацездатний вік | Працездатний вік | Постпрацездатний вік |
| -------- | ------- | ------------------ | ---------------- | -------------------- |
| Чоловіки | 74      | 8                  | 54               | 12                   |
| Жінки    | 76      | 16                 | 41               | 19                   |
| Разом    | 150     | 24                 | 95               | 31                   |